# هالة المدني
هالة محمد عمران المدني مخرجة وكاتبة سورية الاصل والمولد من مواليد دمشق 18 أكتوبر 1976 تعيش في مصر وحاصلة على الجنسية المصرية من زواجها من المستشار ياسر عثمان.

## دراستها وعملها
تخرجت من كلية الاعلام قسم الإذاعة والتلفزيون، وبعدها درست السينما في الجامعة الأمريكية وحصلت على الماجستير في الإخراج السينمائي.
عملت كمساعدة للإخراج في الأفلام الدرامية وتخصصت في الأفلام التسجيلية، ولها العديد من الأفلام التي حصلت على جوائز عديدة من مهرجات عالمية، منها فيلم بكرة أجازة وفيلم هدير.
ومن ناحية أخرى احترفت هالة المونتاج حيث قامت بالمشاركة في العديد من المسلسلات والبرامج كمونتيرة للعمل وقامت بمونتاج الفيلم السينمائي أيام فاتت.

## المناصب التي تولتها
1- المدير العام لشركة نيو فيجن للإنتاج الفني والتي قامت من خلالها بإخراج العديد من البرامج التلفزيونية والأفلام التسجيلية.
2- مديرة البرامج في الشركة المصرية للإنتاج الإعلامي.
3- المدير العام لشركة موشن ميديا للإنتاج الإعلامي [ما هي؟]

4- المدير التنفيذي ونائب رئيس مهرجان miss arab world ملكة جمال العرب.

## أهم اعمالها
1- فيلم الستارة (فيلم قصير)
2- فيلم العصابة (فيلم تسجيلي)
3- فيلم بكرة اجازه (فيلم تسجيلي)
4- فيلم هدير (فيلم تسجيلي)
5- فيلم زائر على الفن (فيلم وثائقي عن حياة الراحل صالح سليم)
6- إنت إيه (فيلم روائي طويل)